# Leszek Bakuła
Leszek Bakuła (ur. 4 grudnia 1930 w Ostrołęce, zm. 22 marca 1997 w Ustce) – polski poeta i prozaik.

## Życiorys
Urodził się w rodzinie robotniczej jako syn Władysława i Rozalii z domu Knyżewskiej. Studiował polonistykę na Uniwersytecie Warszawskim i filozofię – eksternistycznie u Leszka Kołakowskiego. Po studiach, mimo bardzo dobrych wyników, przez swoje kontrowersyjne poglądy, otrzymał prace w małej wsi Łopuszno koło Kielc. Żonaty z Krystyną z domu Markowską (od 1954), miał synów Kordiana i Bogusława, którzy obaj zostali samodzielnymi pracownikami naukowymi w dziedzinie filologii polskiej.
W 1958 przeprowadził się do Ustki, ponieważ komunistyczne władze nie pozwoliły mu zamieszkać w większym mieście. Tutaj pełnił posadę nauczyciela, którą łączył z pracą polonisty w słupskim Technikum Mechanicznym oraz wykładami w Studium Nauczycielskim. Przez kilkanaście lat cenzura nie dopuszczała do druku jego książki „Wizna”. Ukazała się drukiem dopiero po powstaniu Solidarności w 1981. Bakuła założył Korespondencyjny Klub Młodych Pisarzy w Koszalinie i w Słupsku i do końca był ich przewodniczącym. Był też członkiem koszalińskiego Związku Literatów Polskich. Bakuła wydał razem pięć tomów poezji i sześć tomów prozy. W jego dorobku znajdują się też liczne publikacje w almanachach, encyklopediach i w prasie. Po długiej chorobie, w 1997 zmarł na raka. Ciało pisarza spoczywa na starym cmentarzu komunalnym w Ustce.
W Ustce corocznie organizowany jest konkurs literacki nazwany jego imieniem, a w sierpniu 2006 roku Rada Miasta Ustka nazwała jego imieniem także jedną z ulic kurortu.

## Twórczość
- Wizna - wyd. 1981
- Biały bór
- Kontrapunkt
- 1968: Leluje[1] (poezje)
- 1971: 
  - Wydmuchrzyca[1] (opowiadania)
  - Czerwony bór[1] (powieść)
- 1972: Połów horyzontu[1] (poezje)
- 1974: Czarny bór[1] (powieść)
- Wyśniło się[7]
- Ziemia i morze: Wybór wierszy[8]